# Твин Бриџиз (Монтана)
Твин Бриџиз (енгл. Twin Bridges) град је у америчкој савезној држави Монтана.

## Демографија
По попису из 2010. године број становника је 375, што је 25 (-6,3%) становника мање него 2000. године.
| Група             | 2000.       | 2010.       |
| Белци             | 389 (97,3%) | 352 (93,9%) |
| Афроамериканци    | 0 (0,0%)    | 2 (0,5%)    |
| Азијати           | 1 (0,3%)    | 0 (0,0%)    |
| Хиспаноамериканци | 2 (0,5%)    | 11 (2,9%)   |
| Укупно            | 400         | 375         |